# مردی برای سوزاندن
مردی برای سوزاندن (ایتالیایی: Un uomo da bruciare) یک فیلم درام ایتالیایی به کارگردانی والنتینو اورسینی و برادران تاویانی است که در سال ۱۹۶۲ منتشر شد. از بازیگران آن می‌توان به جان ماریا ولونته، دیدی پرگو، سپیروس فوکاس، توری فرو، مارچلا روونا و مارینا مالفاتی اشاره کرد.
این فیلم در جشنواره فیلم ونیز ۱۹۶۲ شرکت کرد و جایزه منتقدان فیلم ایتالیا را دریافت کرد. داستان آن بر اساس زندگی سالواتوره کارنوواله، سازمان‌دهنده اتحادیه‌های کارگری سیسیلی است.